# 263

## Nașteri
- dată necunoscută: Licinius  (d. 325)

## Decese
- dată necunoscută: Ruan Ji  (n. 210)